# دونالد ياماموتو
دونالد ياماموتو (بالإنجليزية: Donald Yamamoto)‏ هو دبلوماسي أمريكي، ولد في 1953 في سياتل في الولايات المتحدة.

## وصلات خارجية
- دونالد ياماموتو على موقع إن إن دي بي (الإنجليزية)